# FG Restaurant
FG Restaurant (voorheen Ivy en FG) is een eetgelegenheid in Rotterdam van chef-kok François Geurds. Het restaurant heeft sinds 2014 twee Michelinsterren. GaultMillau kende het restaurant 17,5 punten van de maximaal 20 punten toe.

## Locatie
Het restaurant was oorspronkelijk gevestigd in het Lloydkwartier in Rotterdam. In 2016 verhuisde het naar de Agniesebuurt, aan de andere kant van de stad. Door deze omgeving loopt het historisch Hofpleinlijnviaduct, in de plint waarvan tal van winkels en eetgelegenheden zijn gevestigd. In 2014 opende Francois Geurds hier een tweede restaurant: FG Food Labs. Twee jaar later verhuisde hij ook zijn eerste restaurant hiernaartoe, waardoor beide restaurants buren werden.

## Geschiedenis
Eigenaar en chef-kok François Geurds werkte bij verschillende toprestaurants over de hele wereld, waaronder de Verenigde Staten, Italië en Engeland. In Nederland werkte hij met chef Cees Helder bij Parkheuvel in Rotterdam, dat in die periode als eerste restaurant van Nederland werd onderscheiden met drie Michelinsterren. Van 2004 tot 2008 was Geurds souschef van het Britse The Fat Duck van chef Heston Blumenthal, dat door Restaurant Magazine tot nummer één van de wereld werd gekroond. Op 21 februari 2009 opende het restaurant zijn deuren, toentertijd onder de naam Ivy.

### Erkenning
De eetgelegenheid werd in 2010 onderscheiden met een eerste Michelinster, in 2014 volgde een tweede ster. In 2025 kende GaultMillau het restaurant 17,5 van de 20 punten toe. De Nederlandse culinaire gids Lekker heeft FG Restaurant ook al jaren in zijn top 10 staan. Sinds de opening stond FG Restaurant drie jaar lang op plaats 7, in 2018 steeg het naar de vijfde plek. In 2022 was het volgens Lekker het 11e beste restaurant van Nederland en in 2023 daalde de zaak naar plaats 30.

## Naam
FG Restaurant heette voorheen Ivy, naar de moeder van eigenaar François Geurds. Als gevolg van een verloren rechtszaak met Caprice Holdings, eigenaar van het gemeenschapsmerk voor The Ivy, was Geurds gedwongen de naam van zijn restaurant te wijzigen. De argumentatie van Geurds dat The Ivy en Ivy alleen hun lokale markten in respectievelijk Londen en Rotterdam bedienden werd door de rechter afgewezen op grond van het feit dat het om een Europees handelsmerk ging. De nieuwe naam werd onthuld op 13 juni 2013.